# Yehuh
Yehuh (Yehhuh), jedno od činučkih plemena koje je u ranom 19. stoljeću živjelo u blizini kaskada na rijeci Columbia u Oregonu. Swanton piše da su jedna od skupina Cascade ili Watlala Indijanaca. Lewis & Clark spominju ih 1814. pod imenom Yehhuh; Yehah (Bancroft (1874 u Nat. Races); Wey-eh-hoo.
Njihovo selo posjetio je kapetan Lewis 1805., i za njega kaže da se sastojalo od oko deset kuća pokrivenih korom drveta, a kod njih su bili ugošćeni ribom i svime najboljim što su imali.